# Eudendrium pocaruquarum
Eudendrium pocaruquarum är en nässeldjursart som beskrevs av Marques 1995. Eudendrium pocaruquarum ingår i släktet Eudendrium och familjen Eudendriidae. Inga underarter finns listade i Catalogue of Life.